# Sattasaí
Sattasaí nebo také Gáhá Sattasaí (v sanskrtu गाथासप्तशती gāthā saptaśatī, Sedm set strof) je sbírka básnických miniatur ze života venkovského lidu, kterou podle tradice napsal král Hála (počátek 1. století našeho letopčtu) z dynastie Sátaváhanů (tato dynastie vládla na území dnešního Ándhrapradéše a mahápurána Matsjapurána uvádí Hálu jako sedmnáctého vládce této dynastie).
Sattasaí není jednotné dílo, jde spíše o antologii převážně milostných básní, z nichž některé jsou zjevně vyjmuté z větších celků. Je rozdělena do sedmi oddílů pro sto slokách. Básně mají záměrně lidový ráz, který je zdůrazněn i jazykem. Jsou napsány v maraháštrí prákrtu, ale přesto se v nich objevují i prostředky umělé poezie. Mají většinou jednu strofu, podobají se lidovým písním a objevují se v nich i lidová pořekadla.

## Česká vydání
- Sattasaí: sbírka sedmi set strof, Symposion, Praha 1947, přebásnil Oldřich Friš.